# Нижа (река)
Нижа — река в Архангельской области России.
Берёт начало в болотистой местности на Беломорско-Кулойском плато, впадает в Мезенскую губу на Абрамовском берегу Белого моря в 6 милях к западу-северо-западу от мыса Перечный.
Нижа протекает по территории Мезенского района, в верхнем течении протекает через Нижские озёра. Протоками соединяется с озёрами Микиткино и Ручьёвское.
Длина — 71 км.
В 1,5 мили от устья реки расположена деревня Нижа Долгощельского сельского поселения, в 1,9 мили к северу-северо-западу от устья реки Нижа находится светящий знак Высыпной, в 5,5 мили — мыс Абрамовский. Осушка перед устьем Нижи выступает от берега на расстояние до 1,5 мили.

## Притоки
(расстояние от устья)
- 2 км: ручей Кривецкий
- 8 км: ручей Носочный
- 10 км: река Домашний Исток
- 20 км: река Большой Исток
- 31 км: ручей Сорожий Исток
- 38 км: ручей Тараканиха
- 42 км: река без названия
- 50 км: река без названия
- 60 км: река без названия

## Данные водного реестра
По данным государственного водного реестра России и геоинформационной системы водохозяйственного районирования территории РФ, подготовленной Федеральным агентством водных ресурсов:
- Бассейновый округ — Двинско-Печорский
- Речной бассейн — Мезень
- Водохозяйственный участок — реки бассейна Белого моря от мыса Воронов до мыса Канин Нос (без реки Мезени)